# Vredestempeltje van Rijs
Het Vredestempeltje is een vredesmonument in Rijs in de Nederlandse provincie Friesland. Het is een rijksmonument en een oorlogsmonument.

## Beschrijving
Het vredestempeltje werd oorspronkelijk gebouwd 1814 ter herinnering aan de bevrijding van de Fransen. Het Rijsterbos met het tempeltje werd in 1941 eigendom van It Fryske Gea. Door een mislukte lancering van een V2-raket op 30 september 1944 werd het gebouw vernield. Het werd in 1945 op de plek waar de raket neerkwam herbouwd. In 1969 was het dusdanig vervallen dat het gesloopt werd. Het zeszijdig neoclassicistisch bouwwerk werd in 1977 herbouwd naar ontwerp van H. Oud. De eerste steen werd in juni 1977 gelegd door jhr. L.F.A.G. van Swinderen.
In het fronton staat de tekst:

PAX

MCCMXIV

RENOVATUM

MCMXLV MCMLXXVII
Daaronder staat de tekst: 
Vrede, groot geschenk van God, Blijft bestendig Neerlands lot; Laat het dankbaar op U zien. Altijd twist en wraakzucht vlien.